# Roza Hakmen
Roza Hakmen (n. 1956, İzmir) este o traducătoare turcă. 

## Biografie
A absolvit în 1974 Colegiul American pentru fete din Istanbul și în 1979 Facultatea de Economie din cadrul Universității Tehnice a  Orientului Mijlociu.

## Traduceri
- De Profundis (Oscar Wilde)
- Bütün Masallar, Bütün Öyküler (Oscar Wilde)
- Bir Elin Sesi Var (Anthony Burgess)
- Matmazel Christina (Mircea Eliade)
- Don Kișot (Miguel de Cervantes)
- Kayıp Zamanın İzinde (Marcel Proust)
- Cennet Dolmușu (E.M. Forster)
- Kader (Tim Parks)
- Europa (Tim Parks)
- Kanlı Düğün (Federico Garcia Lorca)
- Gizli Güç (Louis Couperus)
- Vampirle Görüșme (Anne Rice)
- Müze Bekçisi (Howard Norman)
- Özgürlük Korkusu (Eric Fromm)